# Demokratische Post
Die Demokratische Post war eine antifaschistische Exilzeitung in Mexiko von 1943 bis 1952.

## Geschichte
Am 15. August 1943 erschien die erste Ausgabe der Demokratischen Post in Mexiko-Stadt. Sie wurde von
deutschen Emigranten herausgegeben,  von denen die meisten zuletzt in Frankreich gelebt hatten und die meist der KPD angehörten oder ihr nahestanden.
Zu den Autoren gehörten bekannten Schriftsteller wie Heinrich Mann und  Egon Erwin Kisch, sowie viele weitere wie Alexander Abusch, F. C. Weiskopf, Bode Uhse, Lydia Lambert, Johannes Schröder und Leo Zuckermann. Thomas Mann schickte nach Bitten einen Glückwunschtext zum zweijährigen Bestehen im August 1945.
Die Zeitung bestand mindestens bis März/April 1952. Daneben gab es in Mexiko in dieser Zeit weitere Emigrantenzeitungen wie Freies Deutschland und Austria libre.